# Nadia Pariss
Nadia Pariss (Long Island, Nueva York; 1 de enero de 1990) es una actriz pornográfica estadounidense, de ascendencia afroamericana. Debutó en la industria pornográfica en 2011, con tan sólo 21 años de edad.

## Filmografía
| Año  | Película                                  | Estudio                  |
| ---- | ----------------------------------------- | ------------------------ |
| 2011 | 8th Street Latinas 17                     | Pulse Distribution       |
| 2011 | Every Last Drop 18                        | Bang Productions         |
| 2012 | Fresh And Easy 2                          | Diabolic Video           |
| 2012 | Party Of Three 2                          | Bang Productions         |
| 2012 | Black Girl Gloryholes 9                   | Blacks On Blondes        |
| 2012 | Paste My Face 29                          | Overboard Video          |
| 2013 | Load My Mouth 2                           | Brandon Iron Productions |
| 2014 | ATK Petites 15                            | Kick Ass Pictures        |
| 2014 | Big Mouthfuls 30                          | Bang Bros                |
| 2014 | I'm Young, Dumb And Thirsty For Cum 5     | Lethal Hardcore          |
| 2014 | My Wife Caught Me Assfucking Her Mother 7 | Devil's Film             |
| 2015 | Brand New Camgirlz                        | Fallout Films            |